# Забрежник
Забрежник (словен. Zabrežnik) — поселення в общині Жири, Горенський регіон, Словенія. Висота над рівнем моря: 721,7 м.